# II Всероссийский единоверческий съезд

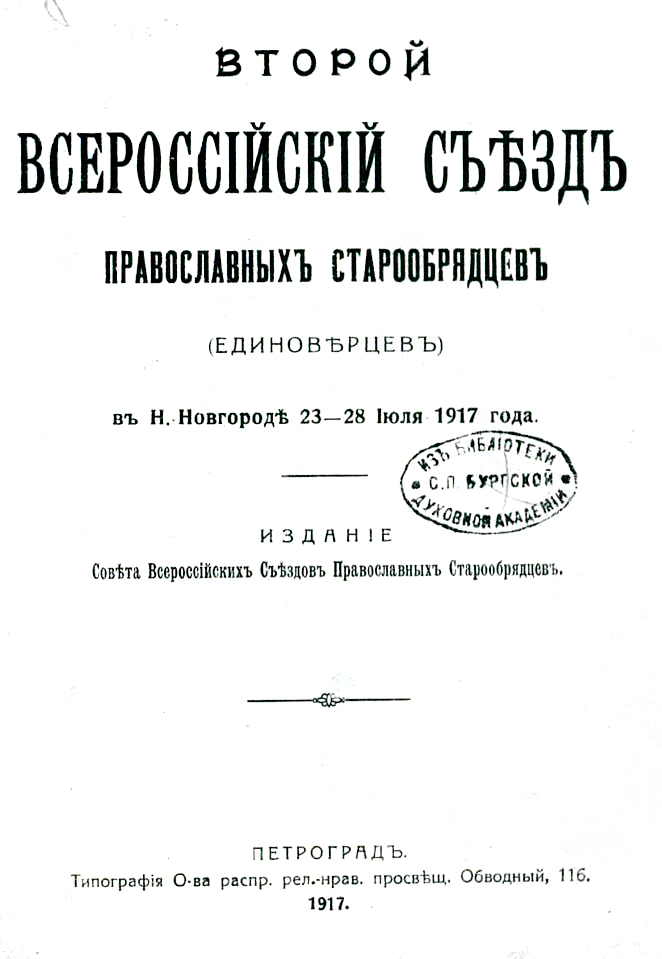

II Всероссийский единоверческий съезд (официально Второй Всероссийский Съезд православных старообрядцев) — съезд единоверческих клириков и мирян Русской православной церкви, проходивший с 23 по 29 июля 1917 года в единоверческом Спасо-Преображенском храме Нижнего Новгорода под председательством архиепископа Уфимского Андрея (Ухтомского). В работе съезда приняли участие 216 делегатов (по другим сведениям — 220). В качестве почётного гостя на съезде присутствовал епископ Балахнинский Лаврентий (Князев), временно управляющий Нижегородской епархией.
На съезде решались вопросы о единоверческих епископах и об отмене соборных клятв, об устройстве единоверческих учебных заведений, о печатном органе единоверцев и о работе Совета Всероссийских съездов православных старообрядцев. Были избраны делегаты на Всероссийский Поместный Собор и кандидаты на предполагавшиеся епископские кафедры.
Идейным вдохновителем Съезда был единоверческий протоиерей Симеон Шлеёв, который единогласным решением Съезда был предложен в качестве кандидата на епископство.

## Подготовка
Подготовка ко Второму Всероссийскому Съезду православных старообрядцев (единоверцев) велась в условиях революционной смуты и государственных нестроений.
21 апреля возглавляемая протоиереем Симеоном Шлеёвым депутация единоверцев подала в Обер-Прокурору Святейшего Синода В. Н. Львову прошение, а 4 мая дополнение к нему об учреждении при Святейшем Синоде Единоверческой Комиссии, согласно решению I Съезда православных старообрядцев (единоверцев). В означенной докладной записке говорилось:

Русским людям весьма благовременно примириться между собою. Неверие и антихристианство большою волной заливают русский народ, когда-то народ-богоносец. Необходимо как можно скорее столковаться, объединиться. Чтобы выполнить этот святой долг перед родною Церковью, следует воспользоваться Единоверием и в проектируемую комиссию для детальной и предварительной разработки способов объединения пригласить, с одной стороны, православных миссионеров, а с другой — представителей главных ветвей старообрядчества. Те и другие, при посредстве единоверцев скорее нашли бы общий язык и ясный путь к примирению.

4 мая 1917 года Святейший Синод удовлетворил прошение единоверцев, учредив Совет Всероссийских Съездов православных старообрядцев. Началась активная работа в двух направлениях: по подготовке Второго Всероссийского Съезда православных старообрядцев и по примирению с остающимися вне церковного общения старообрядцами.
26 мая 1917 года Святейший Синод определением № 3229 благословил проведение Второго Всероссийского Съезда православных старообрядцев.
По благословению Святейшего Синода 31 мая 1917 года делегация единоверцев посетила старообрядческий собор Белокриницкой иерархии, проходивший на Рогожском кладбище с предложением о примирении.

## Работа съезда
Делегаты этого съезда отправили из Нижнего Новгорода в Санкт-Петербург две телеграммы, одна из которых была адресована председателю Временного правительства А. Ф. Керенскому, а другая была составлена на имя М. В. Родзянко, лидера партии октябристов. В первой телеграмме указывалось на то, что именно приходская жизнь возродит русскую армию и нужно начинать строительство государственной власти от древнерусского прихода: «Всероссийский Съезд православных старообрядцев, вполне доверяя вашему глубокому патриотизму, шлёт вам свои наилучшие пожелания и изъявляет свою готовность всемерно помогать правительству в тяжёлую годину призыва во имя Божие на спасение Родины. Немедленно организуйте приходскую жизнь — приходская жизнь возродит русское войско». Во второй телеграмме лидеру партии октябристов было сказано: «Православное старообрядчество, собравшись на Всероссийский съезд, выражает вам своё глубокое уважение как человеку, беззаветно преданному Родине. Просим вас твёрдо верить, что русский народ ожидает своего спасения от твёрдой честной власти, проверенной Государственной Думой. Нужен постоянный голос Думы, необходима свобода слова, нужно начать строительство государственной власти от древнерусского прихода. Это начало спасения Родины».
Едва ли не самой животрепещущей темой Съезда был вопрос о единоверческих епископах. На съезде была высказана идея организовать 7-8 единоверческих епархий — по числу замышлявшихся тогда для всей русской Церкви митрополичьих округов, учредить сан пребывающего в Москве единоверческого архиепископа и создать Совет Всероссийских единоверческих Съездов по образцу существовавшего у белокриницких старообрядцев Совета Съездов. Кандидатом в архиепископы всех единоверцев был намечен Антоний (Храповицкий), на Петроградскую единоверческую кафедру — епископ Анастасий (Александров), на Нижегородскую — выпускник Казанской духовной академии епископ Елисаветградский Прокопий (Титов), на Казанскую — епископ Угличский Иосиф (Петровых) либо архимандрит Афанасий (Малинин), на Киевскую — профессор Киевской духовной академии «о. Владимир Прилуцкий». Но все эти планы остались нереализованными. Протоиерей Симеон Шлеёв не вошёл сюда так как неоднократно отклонял просьбы стать епископом, но в итоге уступил.
Шла речь также об устройстве единоверческих учебных заведений, о печатном органе единоверцев и работе Совета Всероссийских съездов православных старообрядцев.
Были избраны делегаты на Поместный Собор и кандидаты во епископский сан на предполагавшиеся кафедры.
На данном съезде также было решено образовать Братство православных старообрядцев Нижегородской губернии и Епархиальный Совет из двенадцати человек: четыре — от духовенства и восемь — из мирян..

## Итоги
Всероссийский единоверческий съезд имел огромное значение для жизни единоверцев того времени. В предисловии к «Трудам» съезда написано:

Второй Всероссийский Съезд православных старообрядцев (единоверцев), несомненно, оставил глубокий след в истории Единоверия или православного старообрядчества, как событие большой важности и значения. На этом Съезде раздалось свободное слово ревнителей святорусской церковной старины, сохранивших каноническую связь со всею вселенского православною Церковью, с призывом ко всем ревнующим о имени Господа нашего Исуса Христа сплотиться «во едино тело» для отстаивания унаследованных от предков заветов святой старожитности от современного разлагающего духа времени.

Здесь же на этом Съезде разрешены, в благоприятном для Единоверия смысле, многие вопросы церковно-общественного значения и самый важный из них, многие годы волнующий единоверцев, — о даровании единоверцам единомысленных епископов.